# Roger Mathis
Roger Mathis (4. april 1921 - 9. september 2015) var en schweizisk fodboldspiller (forsvarer). Han spillede for FC Lausanne-Sport og for Schweiz' landshold. Han var med i den schweiziske trup til VM 1954 på hjemmebane, men kom dog ikke på banen i turneringen, hvor schweizerne blev slået ud i kvartfinalen.